# Павковић Село
Павковић Село је насељено мјесто у општини Крњак, на Кордуну, Карловачка жупанија, Република Хрватска.

## Историја
Павковић Село се од распада Југославије до августа 1995. године налазило у Републици Српској Крајини. До територијалне реорганизације насеље се налазило у саставу бивше велике општине Карловац.

## Становништво
Павковић Село је према попису из 2011. године имало 51 становника.
| Националност       | 1991. | 1981. | 1971. | 1961. |
| Срби               | 62    | 19    | 64    | 79    |
| Југословени        |       | 40    |       |       |
| Хрвати             |       |       | 1     |       |
| остали и непознато |       | 4     | 1     |       |
| Укупно             | 62    | 63    | 66    | 79    |

| Демографија | Демографија | Демографија |
| Година      | Становника  | Становника  |
| ----------- | ----------- | ----------- |
| 1961.       | 79          |             |
| 1971.       | 66          |             |
| 1981.       | 63          |             |
| 1991.       | 62          |             |
| 2001.       | 75          |             |
| 2011.       |             | 51          |